# Ribeira dos Monteiros
A Ribeira dos Monteiros é um curso de água localizado na freguesia da Santo Antão, concelho da Calheta, ilha de São Jorge, arquipélago dos Açores, Portugal.
Este curso de água tem origem a uma cota de cerca de 600 metros nos contrafortes montanhosos do Complexo Vulcânico do Topo, designadamente nos Terreiros.
Procede à drenagem de uma bacia hidrográfica que engloba os contrafortes desta elevação e também parte da localidade dos Monteiros e de São Tomé e do Pico da Macelinha.
Desagua no Oceano Atlântico precipitando-se do cimo de uma falésia que ronda os 200 m de altura entre a Ponta dos Monteiros e a Fajã do Cardoso.